# Juli Manzi
Juli Manzi, nome artístico de Giuliano Tosin (Porto Alegre, 14 de abril de 1976), é um músico, cantor, compositor, escritor, pesquisador e professor brasileiro. 
Lançou diversos discos e atualmente vive em São Paulo, onde tem uma carreira de professor universitário, depois de residir em cidades como Campinas e Paris, e realizar diversos shows em cidades do Brasil, EUA e Europa.

## Biografia

### Música
Logo que entrou na faculdade de jornalismo, em 1993, já começou a participar de bandas de rock e publicar poemas em jornais de Porto Alegre.
Depois de participar de bandas como ‘’Los Bassetas’’ e ‘’Colono Escocês’’ iniciou carreira solo e com esta proposta lançou, em 1997, o CD Demo Naboléiadorobôgigante, com vinte faixas. Na banda ‘’Colono Escocês’’ e no CD Demo contou com a parceria do baixista Oliveira de Araújo.
Em 1998, Juli Manzi gravou seu primeiro disco, 340 Exigências de Camarim, produzido por Gustavo Dreher e Gustavo Steffens, com o qual ganhou o Troféu Açorianos na categoria revelação, oferecido pela Secretaria Municipal da Cultura de Porto Alegre. Em reportagem da Folha de S.Paulo de 13 de abril de 1999, destacando os lançamentos de discos, o álbum 340 Exigências de Camarim recebeu três estrelas de classificação e o seguinte comentário: "um bafejo de inteligência e diversidade característicos do subsolo musical".
Em 2002, lançou o segundo disco, Todo o Perfex, em Campinas, São Paulo, e em seguida mudou-se para Paris, onde formou o Juli Manzi Groupe.
Em 2010, fixou moradia em São Paulo e neste mesmo ano, integrou a banda Coletivo Absoluto, ao lado de Marcelo Pianinho (ex-Mundo Livre S.A.) na percussão, Rodrigo Caldas (Bazar Pamplona) na bateria e  Oliveira de Araújo (Ex-Colono Escocês) no baixo. O disco homônimo, Coletivo Absoluto, teve distribuição física pelo selo Fora do Eixo Discos e digital pela Tratore.
Em 2012, lançou o álbum Ponto Cego, que contou com a participação de músicos como Frank Jorge, Maurício Pereira e Loop B. No lançamento deste álbum, em 2012, se apresentou em São Paulo ao lado dos músicos Maurício Pereira (voz e saxofone), além de Rodrigo Caldas (bateria), Oliveira de Araújo, o Diruajo (baixo), e Marcel Rocha (guitarra).
Em 2015, depois de dois anos sem tocar em Porto Alegre, Juli Manzi retornou para apresentar o seu quinto álbum, O Plano Transcendental, acompanhado por Leonardo Boff (Ultramen) no teclado, Gustavo Steffens (ex-Hard Working e Video Hits) no baixo e Marcel Ferreira (Los Bassetas) na guitarra. Os álbuns Ponto Cego e O Plano Transcendental foram distribuídos pelo selo Tratore.
Em 2018 lançou seu sexto álbum, intitulado "Sambas, Pagodes & Uá-Uás", que experiencia sambas autorais com o uso de guitarras com pedal wah-wah no lugar de cavaquinho. O trabalho foi produzido por Marcel Rocha e distribuído pelo selo Tratore.
Junto com Júpiter Maçã, escreveu o livro "A odisseia: memórias e devaneios de Jupiter Apple", uma biografia ficcional do músico Flávio Basso, publicado pela primeira vez em 2016, pela editora Azougue.
Integrou os coletivos de poesia experimental e música improvisada Orchestra Descarrego e Olho Caligari.  

### Pesquisa científica
Giuliano Tosin possui uma carreira acadêmica como pesquisador e professor tendo adquirido os títulos de Mestre em Multimeios e Doutor em Artes, ambos pela Universidade Estadual de Campinas.
É de sua autoria o primeiro nanopoema em português, experiência realizada no Laboratório de Microscopia Eletrônica do LNLS em 2010, a partir de um poema ‘’Infinitozinho’’ criado por Arnaldo Antunes. A ideia surgiu após uma conversa com seu irmão, Giancarlo Tosin, físico do LNLS.
A experiência de Juli Manzi consistiu em reinterpretar o poema de Arnaldo Antunes, criado em 2003, transformando-o em uma escultura mil vezes menor que um fio de cabelo.

## Parceiros musicais
Durante a sua trajetória, compôs, gravou e tocou ao lado de diversos músicos, dentre estes estão:
- Tatá Aeroplano – voz
- Marcelo Fornasier - guitarra (Ex-DeFalla)
- Marcel Ferreira – guitarra (Los Bassetas)[2][11]
- Frank Jorge – teclado (Ex-Graforréia Xilarmônica)[1]
- Leonardo Boff – piano e teclados (Ultramen)[11]
- Gustavo Steffens – guitarra (ex-The Hard Working Band e Video Hits)[11]
- Arthur de Faria [8]
- Maurício Pereira – voz e sax (Ex-Os Mulheres Negras)[10]
- Rodrigo Caldas – bateria[10]
- Marcel Rocha – guitarra[10]
- Denis Koishi – baixo[2]
- Loop B[1]
- Marcelo Pianinho – percussão (ex-Mundo Livre S.A.)[7]
- Rodrigo Caldas – bateria (Bazar Pamplona) [7]
- Oliveira de Araújo ou Oliveira Diruajo[10] – baixo (Ex-Colono Escocês)[3][7]
- Júpiter Maçã[14]

## Discografia
- Na Boleia do Robô Gigante - Demo (1997)
- 340 Exigências de Camarim - Álbum (1999)
- Todo o Perfex - Álbum (2002)
- Coletivo Absoluto - Álbum (2010)
- Ponto Cego - Coletânea do autor (2012)
- O Plano Transcendental - Álbum (2014)
- Sambas, Pagodes e Uá-Uás - Álbum (2018)
- Ela Gosta de Brincar com Meu Coração - Single (2020)
- Cor do Som - Single (2023)
- Jogo Vicioso - Single (2024)

## Videoclipes
- Cor do Som (2023) Direção: Heitor Luna
- Ela Gosta de Brincar com Meu Coração (2020) Direção: Beto Assem e Luís Dávila
- No Açúcar, No Trabalho (2018) Direção: Geraldo Borowski
- Par Où Va Ton Coeur (2018) Direção: Larissa Barreto Redondo
- Cultura Popular (2015) Direção: Fabricio Bizu
- Parecia Você (2014) Direção: Gustavo Vargas
- Insônia (2012) Direção: Thiago Cervan

## Prêmios e indicações

### Prêmio Açorianos
| Ano  | Categoria              | Indicação                 | Resultado |
| ---- | ---------------------- | ------------------------- | --------- |
| 1998 | Revelação              | Juli Manzi                | Venceu    |
| 1999 | Espetáculo de Pop/Rock | 340 Exigências de Camarim | Indicado  |